# Pteleocarpa
Pteleocarpa, monotipski rod bilja čiji je jedini predstavnik zapadnomalezijsko drvo Pteleocarpa lamponga, rašireno na Malajskom poluotoku, južnom Tajlandu, Borneu, Sumatri, Molucima, dok je u Singapuru iščezlo. Do 2014 godine uključivano je u nekoliko porodica, a otada se kalsificira porodici Gelsemiaceae.
Drvo naraste do najviše 37 metara, a može ga se naći po tropskim nizinama i brdima do 600 metara iznad mora.